# 제1항공군 (해상자위대)
제1항공군(일본어: 第1航空群 다이이치코쿠군[*], 영어: Fleet Air Wing 1)은 해상자위대 항공집단의 항공군 중 하나로서, 가고시마현 가고시마시의 가노야 항공기지에 주둔하고 있다.

## 역사
1953년 12월 1일, 가노야 항공기지에서 보안청 경비대 사세보 지방대 소속 가노야 항공대로서 창설되었다.
1955년 11월 14일, SNJ의 제1비행대, TBM과 SNJ의 제2비행대, TBM의 제3비행대, PV-2의 제4비행대와 제5비행대가 창설되었다.
1956년 3월 9일에 미국에서 공여받은 P2V-7가 제5비행대로 배치되었다. 12월 16일, 항공대에 교육부 부서가 신설되었다.
1957년 5월 1일, S2F-1를 운용하는 제6비행대가 창설되었다. 7월 16일, 제3비행대가 하치노헤 항공대로 전속하고, 제2,4비행대는 해체되었다.
1958년 4월 1일, 제6비행대가 도쿠시마 항공대로 전속하였다. 8월 5일, 제5비행대를 분할하여 제1,2비행대를 편성하고 P2V-2를 배치하였다. 그리고 제2비행대는 하치노헤 항공대로 전속하였다. 12월 16일에 항공대 교육부가 가노야 교육항공대로 개별부대로서 독립되었다.
1961년 9월 1일에 창설된 항공집단로의 전속과 함께 제1항공군으로 재편성됨에 따라 예하부대인 제1비행대와 3비행대 또한 제1항공대과 제3항공대로 재편성되었다. 제3항공대는 곧 이듬해 1962년 9월 1일에 제4항공군으로 전속하였다.
1970년 4월 23일, 제1항공대에 기종 전환을 위해 P-2J가 배치되기 시작하여, 이듬해 1971년 2월 27일에 P2V-7를 대채하였다.
1973년 3월 1일, 해체된 제3항공군의 S2F-1를 운용하는 제11항공대를 전속받았다. 제11항공대는 S2F-1의 운용이 11년 뒤의 1984년 3월 30일에 끝남에 따라 해체되었다.
1987년 12월 1일, 가노야 교육항공군과 제203교육항공대의 해체에 따라 해당 부대의 P-2J를 운용할 제7항공대가 창설되었다.
제1항공군에 P-3C가 배치되기 시작하였는데, 제1항공대에는 1989년 7월 10일, 제7항공대에는 1991년 7월 29일에 시작하였다.
1994년 5월 26일, 제7항공대에서 운용하던 모든 P-2J가 퇴역하였다.
1998년 12월 8일 보급정비부문의 조직 개편에 따라 제1지원정비대가 제1정비보급대로 재편성되었다.
2008년 3월 26일, 제1항공대에 제7항공대가 병합되었다.
2010년 6월 2일, 제1항공군의 P-3 초계기 2기가 제4차 파견 해적 대처 항공부대가 지부티 자위대 기지로 파견되었다.
2018년 3월 23일, 제1항공대 예하 제1열선정비대, 제11검사대, 제12검사대를 통합하여 제1정비보급대에 제11,12기측정비대를, 그리고 가노야 항공기지대의 경위대, 항운대의 지상구난반, 관리대의 차량반을 통합하여 가노야 항공경비대를 편성하였다.
2019년 7월 29일, 제1항공대에 P-1 초계기가 배치되었다.

## 부대
- 제1항공대
  - 제11비행대 : P-1, P-3C
  - 제12비행대 : P-1, P-3C
- 제1정비보급대
  - 제항공기정비대
  - 제전자정빋대
  - 제무기정비대
  - 제기측정비대
  - 제기측정비대
  - 제보급대
- 가노야 항공기지대
  - 가노야 관리대
  - 가노야 항공경비대
  - 가노야 운항대
  - 가노야 경리대
  - 가노야 위생대
  - 가노야 항공위생대

### 이전
- 제3항공대; 1961년 9월 1일 ~ 1962년 9월 1일
- 제7항공대; 1987년 12월 1일 ~ 2008년 3월 26일
- 제1비행대; 1955년 ~ 1961년 9월 1일
- 제2비행대; 1955년 11월 14일 ~ 1957년 7월 16일
- 제3비행대; 1955년 11월 14일 ~ 1957년 7월 16일; 1961년 7월 1일 ~ 1961년 9월 1일
- 제4비행대; 1955년 11월 14일 ~ 1957년 7월 16일
- 제5비행대; 1955년 11월 14일 ~ 1958년 8월 15일
- 제6비행대; 1957년 5월 1일 ~ 1958년 4월 1일

## 기록

### 계보
- 1953년 12월 1일, 鹿屋航空隊→가노야 항공대
- 1961년 9월 1일, 第1航空群→제1항공군

### 소속
- 사세보 지방대, 1953년 12월 1일
- 항공집단, 1961년 9월 1일